# Tore Billman
Tore Gösta Billman (i riksdagen kallad Billman i Karlskoga), född 26 juni 1903 i Rämmens församling, Värmlands län, död 3 mars 1994 i Toulon, Frankrike, var en svensk tjänsteman och politiker (folkpartist).
Tore Billman, som var son till en ingenjör, arbetade i ungdomen i olika branscher i England, Frankrike, Spanien och Tyskland innan han 1933–1968 var utrikeskorrespondent hos AB Bofors i Karlskoga. Han var också ledamot av Karlskoga stads stadsfullmäktige 1954–1968.
Billman var riksdagsledamot i första kammaren 1962–1965 för Göteborgs och Bohus läns valkrets. I riksdagen var han bland annat suppleant i bevillningsutskottet 1962–1965. Han var främst engagerad i socialpolitik.